# Irish Queer Archive
El Irish Queer Archive (IQA) (en irlandés Cartlann Aerach na hÉireann) es una colección de material relacionado con la homosexualidad, literatura LGBT y los estudios queer en general en Irlanda.
El archivo fue creado por la Irish National Gay and Lesbian Federation (Federación nacional gay y lésbica irlandesa; NLGF) en 1979. Desde entonces, el archivo ha sido mantenido por un pequeño grupo de encargados, incluyendo a los activistas LGBT Tonie Walsh y Ailbhe Smyth. Los archivos contienen recortes de prensa sobre temas LGBT desde 1971 en adelante, una biblioteca con más de 250 títulos de todo el mundo y todos los números de las revistas LGBT publicadas en la isla de Irlanda. El archivo también contiene una gran colección de material audiovisual, fotografías y diapositivas, panfletos, pósteres, insignias, fanzines y otros elementos.
El IQA permite una visión de la historia social de lesbianas y hombres homosexuales en Irlanda y el contexto internacional durante un periodo de treinta años. El 16 de junio de 2008, el archivo fue transferido oficialmente con todo su material a la Biblioteca Nacional de Irlanda. El archivo continuará recogiendo los materiales LGBT en un futuro, aunque de momento no sea accesible para el público mientras los archiveros documentan su contenido. 